# Wapen van Boxtel

Wapen van Boxtel

Het wapen van Boxtel is op 16 juli 1817 bij Koninklijk besluit aan de gemeente Boxtel toegekend. Dit gemeentewapen is afgeleid van middeleeuwse wapens van het geslacht Van Cuijk en is in 1817 in de huidige vorm vastgelegd.

## Blazoen
De beschrijving van het wapen luidt: 
Van keel, beladen met twee fascen van zilver en verzeld van acht zwemmende eenden, staande drie, twee en drie, van goud, het schild van agteren vastgehouden door St. Petrus, mede van goud. — Hoge Raad van Adel
N.B.: De heraldische kleuren zijn keel (rood), zilver (wit) en goud (geel).

## Geschiedenis

### Ontstaan
Het eerste wapen van Boxtel ontstaat in 1234, wanneer de dochter van heer Willem van Boxtel, Elisabeth, trouwt met Rutger van Cuyk en Herpen. Deze heer van Boxtel voerde het familiewapen van het geslacht Van Cuijk: een wapen van goud met twee rode balken (fascen) en acht rode merletten, het huidige wapen van Cuijk. Hun zoon Willem werd in 1288 tot ridder geslagen wegens heldhaftig optreden tijdens de Slag bij Woeringen en mocht daarom zijn eigen wapen voeren. Hij leidde dit af van het familiewapen en koos twee horizontale zilveren balken op een rood schild met acht zilveren merletten of ‘meerltjes’, heraldieke vogelfiguren zonder poten en snavel. In 1293 schonk hertog Jan I van Brabant het Kasteel Stapelen aan Willem van Cuyk, waarmee het wapen meer met de plaats Boxtel werd verbonden. Later werd het wapen steeds meer afgebeeld met als schildhouder Petrus, de patroon van de oudste parochie van Boxtel.

### Vastlegging in 1817
Met de beschrijving door de Hoge Raad van Adel van 16 juli 1817 is de schildhouder vastgelegd, evenals de zwemmende gouden eenden in het wapen. Deze berusten echter op een fout: van oudsher toonde het wapen geen eenden, maar zilveren merletten.

### Vanaf de twintigste eeuw
De vlag van Boxtel, goedgekeurd op 5 maart 1971, verwijst naar het wapen door middel van de kleuren en de sleutels van Petrus in zijn rol van sleutelbewaarder.
Het wapen bleef ongewijzigd bij de gemeentelijke herindeling van 1996 die Liempde bij Boxtel voegde. Het wapen van Liempde, dat geen overeenkomsten heeft met het Boxtelse, is daarmee komen te vervallen.
In 2012 is aan de Boxtelse Sint-Petrusbasiliek een wapen toegekend, dat in een van de kwadranten het gemeentewapen toont, zie onder.

## Verwante wapens
De volgende wapens zijn verwant aan het wapen van Boxtel:

Het wapen van het Land van Cuijk, tevens gemeentewapen van Cuijk
Het wapen van Grave
Wapen van de Sint-Petrusbasiliek

Alphen-Chaam · Altena · Asten · Baarle-Nassau · Bergeijk · Bergen op Zoom · Bernheze · Best · Bladel · Boekel · Boxtel · Breda · Cranendonck · Deurne · Dongen · Drimmelen · Eersel · Eindhoven · Etten-Leur · Geertruidenberg · Geldrop-Mierlo · Gemert-Bakel · Gilze en Rijen · Goirle · Halderberge · Heeze-Leende · Helmond · 's-Hertogenbosch · Heusden · Hilvarenbeek · Laarbeek · Land van Cuijk · Loon op Zand · Maashorst · Meierijstad · Moerdijk · Nuenen, Gerwen en Nederwetten · Oirschot · Oisterwijk · Oosterhout · Oss · Reusel-De Mierden · Roosendaal · Rucphen · Sint-Michielsgestel · Someren · Son en Breugel · Steenbergen · Tilburg · Valkenswaard · Veldhoven · Vught · Waalre · Waalwijk · Woensdrecht · Zundert